# 笠原十九司
笠原 十九司（かさはら とくし、1944年 - ）は、日本の歴史学者。都留文科大学名誉教授。専門は中国近現代史。

## 人物・経歴
群馬県生まれ。群馬県立前橋高等学校、東京教育大学文学部卒業。同大学院修士課程中退。宇都宮大学教育学部教授、都留文科大学教授を経て、1999年より南京師範大学南京大虐殺研究センター客員教授、2000年より南開大学歴史学部の客員教授を務める。
2009年、東京大学より博士（学術）の学位を取得、学位論文の題は「第一次世界大戦期の中国民族運動と東アジア国際関係」。  
日中戦争初期に起きたとされる南京事件研究者の1人。本来は中国近代経済史が専門だったが、1980年代半ばから南京事件の研究を開始し、歴史認識論争に巻き込まれたことで、戦史研究が主となった。現在は韓国の東北アジア歴史財団やピースボートが主催する国際教科書会議の日本側代表として参加している。

## 写真の誤用問題

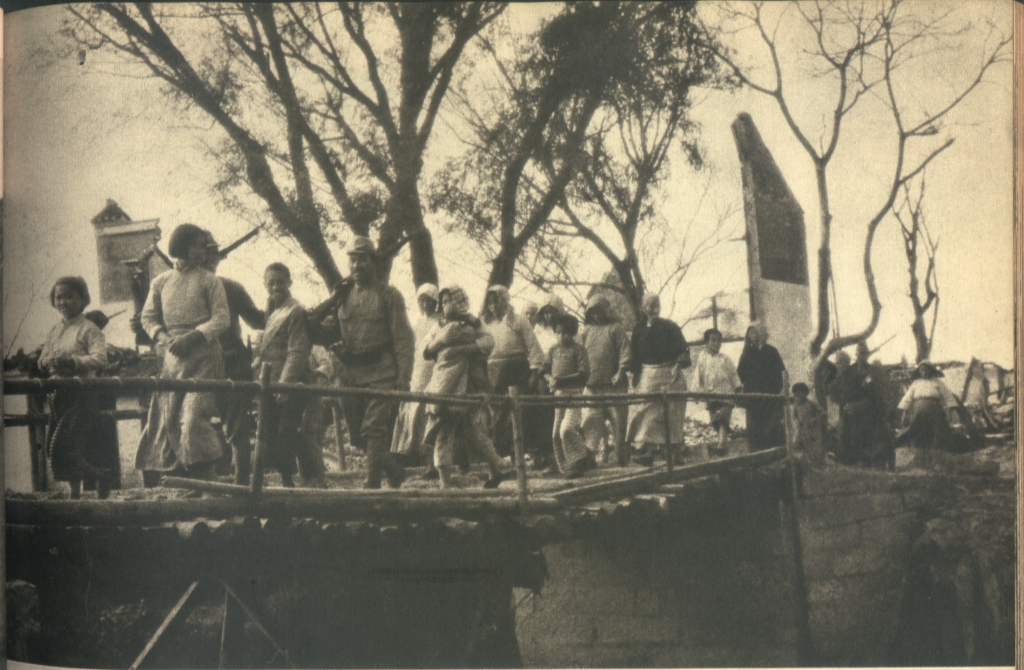
笠原が自著『南京事件』に掲載した写真

1998年 、笠原は、前年11月発行の著書『南京事件』III章の扉の写真として、米国のスタンフォード大学フーバー研究所東アジア文庫で閲覧した『日寇暴行実録』（中国国民政府軍事委員会政治部、1938年）に掲載されていた写真を、「日本兵に拉致される江南地方の中国人女性たち」のキャプションで掲載した（原典のキャプションは「江南地方の農村婦女が、一群また一群と日本軍司令部まで押送されて行き、陵辱され、輪姦され、銃殺された」というものであった）。しかし、この写真は実際には『アサヒグラフ』昭和12年11月10日号に掲載された「我が兵士（日本軍）に援けられて野良仕事より部落へかへる日の丸部落の女子供の群れ」という写真であることが秦郁彦により『産経新聞』ならびに『諸君!』において指摘された。笠原は、朝日新聞カメラマンが撮った写真を中国国民政府軍事委員会政治部が悪用したものであったことに気づかず自らが誤用したとして、撮影者の故熊崎玉樹カメラマン・朝日新聞・読者に謝罪し、秦に謝意を表した。これを受け、岩波書店も同じページに「読者の皆さまへ」と題した謝罪文を掲載して出品を一時停止し、笠原と相談の上で『村瀬守保写真集 私の従軍中国戦線』（日本機関紙出版センター、1987年）の日本兵に強姦されたという老婆の写真に差し替え、初版本の取り換えにも応じた
 。なお、本多勝一も著書『中国の日本軍』で同様の写真誤用を起こしている。

## 『未来をひらく歴史』
日本・中国・韓国の研究者が編集した学校副教材『未来をひらく歴史』の執筆者である。

## 評価

### 憲法九条「幣原発案説」をめぐって
笠原は2020年代、日本国憲法第９条の発案主体をめぐる問題を扱った本を複数、出版している。9条はマッカーサーと占領軍によって考案され、日本政府に強制されたものであるとする議論と、日本側の考案・制定の主体性を重視する議論があるが、後者の立場に立つ笠原は、一貫して憲法作成時の総理大臣であった幣原喜重郎が発案者であると主張している。
一方、歴史学者の杉谷直哉による書評では、笠原が当該著作（2冊）で行った議論はいずれも実証性に欠けているとして厳しく批判されている。まず史料批判について、笠原は「平野文書」（政治家の平野三郎が1951年に幣原から憲法作成過程について聞き取ったとされるもの）を自説の根拠として重視しているが、すでにその内容は、その他の重要な関係資料と比較・検証した結果、信憑性に欠けることが様々な研究者によって判明していること。また思想的側面についても、幣原が戦前の外交官時代から一貫して国際世論による平和維持のために動き、それが戦後の平和憲法につながったというのが笠原の議論であるが、近年の外交史研究では、幣原の対華不干渉や軍縮といった政策は平和主義というより、むしろ東アジアの国際関係の変化に合わせた現実主義的な路線にもとづいていたことが明らかになっている以上、そのままでは成立しがたい。その他、いくつかの実証手続面での瑕疵が見られるという。この問題をめぐって杉谷以外にも複数の歴史学者から批判が寄せられている。

## 著書

### 単著
- 『ファミリー版 世界と日本の歴史（9）現代1』（大月書店、1988年）
- 『アジアの中の日本軍――戦争責任と歴史学・歴史教育』（大月書店、1994年）
- 『南京難民区の百日――虐殺を見た外国人』（岩波書店、1995年/岩波現代文庫、2005年）
  - 中国語版『难民区百日 亲历日军大屠杀的西方人』（南京师范大学出版社、2005年）
- 『日中全面戦争と海軍――パナイ号事件の真相』（青木書店、1997年）
- 『南京事件』（岩波新書、1997年）
- 『南京事件と三光作戦―未来に生かす戦争の記憶』（大月書店、1999年）
- 『南京事件と日本人――戦争の記憶をめぐるナショナリズムとグローバリズム』（柏書房、2002年）
- 『同時代 笠原十九司歌集』（本阿弥書店、2003年）
- 『体験者27人が語る南京事件――虐殺の「その時」とその後の人生』（高文研、2006年）
- 『南京事件論争史 : 日本人は史実をどう認識してきたか』（平凡社新書、2007年）
  - 中国語版『南京事件争论史 日本人是怎样认知史实的』（社会科学文献出版社、2011年）
- 『「百人斬り競争」と南京事件 : 史実の解明から歴史対話へ』（大月書店、2008年）
- 『日本軍の治安戦――日中戦争の実相』（岩波書店、2010年）
- 『第一次世界大戦期の中国民族運動 : 東アジア国際関係に位置づけて』（汲古書院、2014年）
- 『海軍の日中戦争: アジア太平洋戦争への自滅のシナリオ』（平凡社、2015年）
- 『対華21カ条要求(1915年)から南京占領(1937年)まで』高文研、2017年7月
- 『日中戦争全史（上・下）』高文研、2017年7月
- 『日中全面戦争からアジア太平洋戦争敗戦まで』高文研、2017年7月
- 『立葵 : 笠原十九司句集』本阿弥書店、2018年10月
- 『増補 南京事件論争史 日本人は史実をどう認識してきたか』平凡社ライブラリー、2018年12月
- 『憲法九条と幣原喜重郎 : 日本国憲法の原点の解明』大月書店、2020年4月
- 『通州事件 : 憎しみの連鎖を絶つ』高文研、2022年9月
- 『憲法九条論争 : 幣原喜重郎発案の証明』平凡社、2023年4月
- 『日本軍の治安戦 : 日中戦争の実相』岩波書店、2023年12月
- 『南京事件 新版』岩波書店、2025年7月

### 共編著、解説
- （鈴木亮）『写真記録日中戦争（全6巻）』 （ほるぷ出版, 1995年）
- 『歴史の事実をどう認定しどう教えるか：検証731部隊・南京虐殺事件・「従軍慰安婦」』（教育史料出版会, 1997年）
- 『「中国人20万人大虐殺」を否定したがる論者へ！』(小学館「SAPIO」、1998年12月23日号)
- 『南京大虐殺否定論13のウソ』（南京事件調査研究会,柏書房,1999年）著者は井上久士、小野賢二、笠原十九司、藤原彰、本多勝一、吉田裕、渡辺春巳
- 『未来をひらく歴史―東アジア3国の近現代史』』（日中韓3国共通歴史教材委員会,高文研,2005年）日本側執筆者は、板垣竜太、大日方純夫、笠原十九司、金富子、糀谷陽子、斎藤一晴、柴田健、宋連玉、田中行義、俵義文、坪川宏子、松本武祝、丸浜江里子
- 『歴史研究の現在と教科書問題 : 「つくる会」教科書を問う』歴史学研究会、2005年8月
- 『現代歴史学と南京事件』笠原十九司, 吉田裕:編、柏書房、2006年3月
- 『戦場の諸相 (岩波講座アジア・太平洋戦争5)』岩波書店、2006年3月
- 『モダニズムから総力戦へ (男性史2)』日本経済評論社、2006年12月
- 『戦争犯罪の構造 : 日本軍はなぜ民間人を殺したのか』大月書店、2007年2月
- 『中国・山西省日本軍生体解剖の記憶 (へいわの灯火ブックレット5)』湯浅謙:著, 笠原十九司:解説、ケイ・アイ・メディア、2007年6月
- 『戦争ってなんだ? : 証言が伝えるアジア太平洋戦争 (シリーズ世界と日本21 ; 35)』学習の友社、2008年8月
- 『南京事件70周年国際シンポジウムの記録 : 過去と向き合い、東アジアの和解と平和を』日本評論社、2009年2月
- 『戦争を知らない国民のための日中歴史認識 : 『日中歴史共同研究〈近現代史〉』を読む』笠原十九司:編、勉誠出版、2010年12月
- 『南京大虐殺否定論13のウソ 新装版』柏書房、2012年3月
- 『家永三郎生誕100年 : 憲法・歴史学・教科書裁判』日本評論社、2014年3月
- 『歴史問題ハンドブック (岩波現代全書065)』岩波書店、2015年6月
- 『近現代東アジアと日本 : 交流・相剋・共同体』中央大学出版部、2016年11月
- 『中国戦線、ある日本人兵士の日記 : 1937年8月～1939年8月侵略と加害の日常』小林太郎:著, 笠原十九司, 吉田裕:編・解説、新日本出版社、2021年2月
- 『岩波講座世界歴史 01』岩波書店、2021年10月
- 『満州事変、ある日本人兵士の日記 : 1932年9月～1933年5月』森下明有:著, 笠原十九司:編・解説、新日本出版社、2024年7月
- 『新・未来をひらく歴史』高文研、2025年9月

### 監修
- 『日本は中国でなにをしたか : 侵略と加害の歴史』笠原十九司:概説・監修, 日本中国友好協会:編、本の泉社、2018年11月
- 『草 : 日本軍「慰安婦」のリビング・ヒストリー』キム・ジェンドリ・グムスク:作, 都築寿美枝, 李昤京:訳, 笠原十九司:翻訳監修、ころから、2020年2月

## 論文
- CiNii 笠原十九司
- KAKEN 笠原十九司